# Kościół Narodzenia Najświętszej Marii Panny w Szczecinku

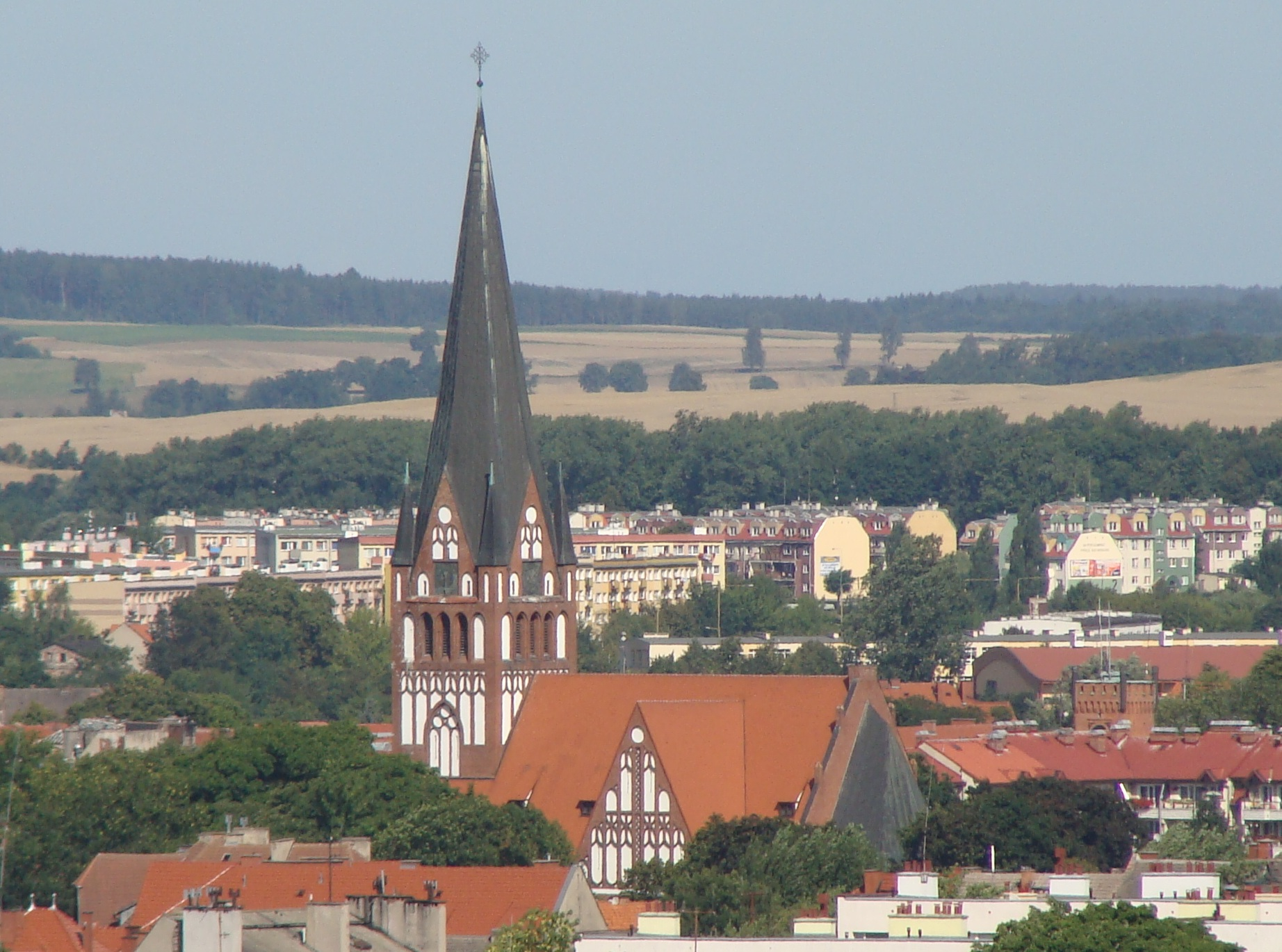
Kościół Narodzenia Najświętszej Maryi Panny

Kościół Narodzenia Najświętszej Maryi Panny – rzymskokatolicki kościół parafialny należący do dekanatu Szczecinek diecezji koszalińsko-kołobrzeskiej. Znajduje się w Szczecinku przy ulicy 3 Maja.

## Architektura
Jest to neogotycka świątynia zbudowana w latach 1905–1908 według projektu berlińskiego architekta Oskara Hoßfelda, pod nadzorem inspektora budowlanego D.A. Schäfera jako kościół ewangelicki pw. Św. Mikołaja (Neue Nikolai Kirche). Kościół został wybudowany z cegły. Jego okazała i potężna bryła kościoła odznacza się lekkością, uzyskaną poprzez zastosowanie strzelistych okien a także ostrołukowych ornamentów szczytów transeptu. Korpus świątyni spięty na zewnątrz wysokimi przyporami zamyka od strony wschodniej sześcioboczne prezbiterium, ujęte po bokach niskimi aneksami, a od zachodu wysmukła wieża kościelna wysoka na 78 m.
Ołtarz główny świątyni ma konstrukcję szafiastą.

## Historia
Źródło:
Parafia pw. Narodzenia NMP została erygowana 9 czerwca 1973 roku. W tamtym czasie istniały dwie parafie w Szczecinku - Parafia pw. Ducha Świętego (Mały kościół) i Parafia Mariacka (duży kościół). Dziś w Szczecinku istnieje 6 Parafii, a spośród nich nasza, położona w centrum miasta jest największą wspólnotą katolików. Liczy około 13 998 wiernych.
Świątynią parafialną jest negotycki kościół pw. Narodzenia NMP wybudowany w latach 1905–1908 wg projektu O. Hosfelda. Kościół został poświęcony 15 września 1945 roku, a konsekrowany 8 września 1995 roku przez bpa Jana Gałeckiego.

### Ważne daty
1905–1908 – wzniesienie nowego, neogotyckiego kościoła św. Mikołaja, dzisiaj Narodzenia Najświętszej Marii Panny.
08 września 1945 – przekazanie kluczy do ewangelickiego kościoła św. Mikołaja Kościołowi rzymskokatolickiemu przez ówczesne władze cywilno - wojskowe.
wrzesień 1945 – poświęcenie kościoła pw. Narodzenia Najświętszej Maryi Panny.
09 czerwca 1973 – erygowanie Parafii Rzymskokatolickiej pw. Narodzenia Najświętszej Maryi Panny
08 września 1995 – konsekracja kościoła przez bpa Jana Gałeckiego

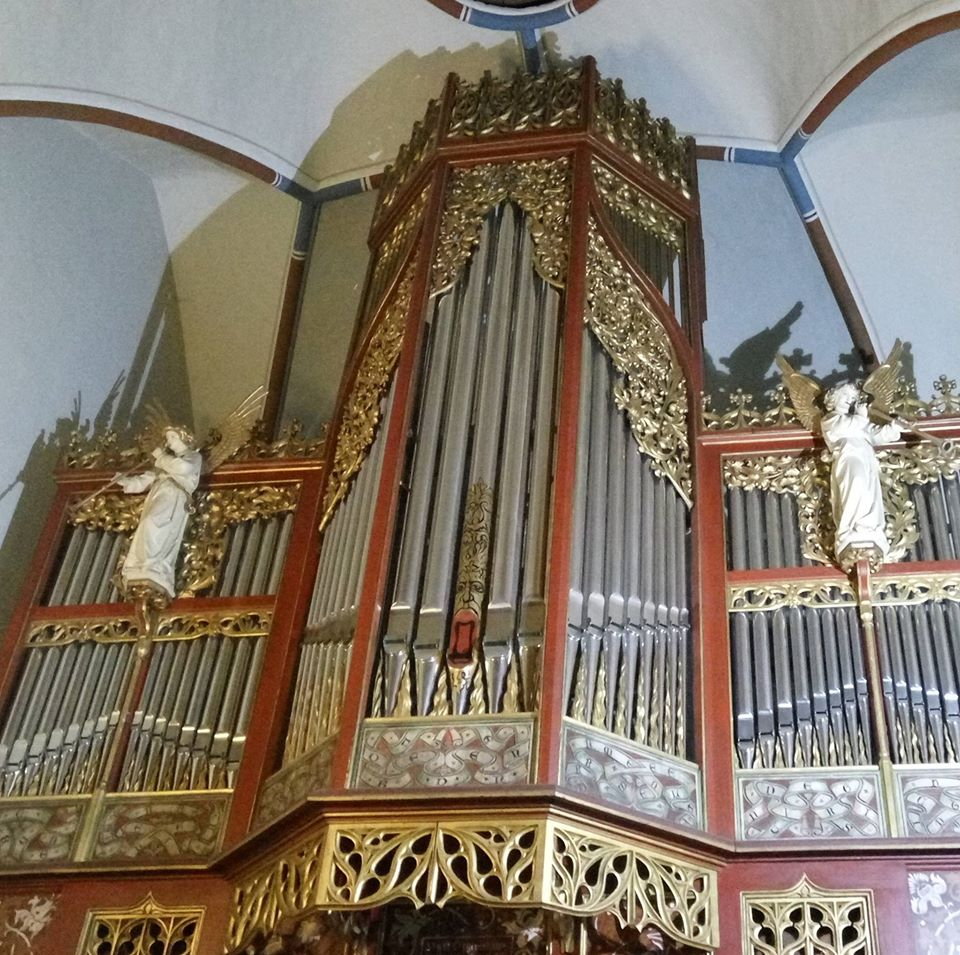
Organy (2016)

## Organy
Kościół został wyposażony w pneumatyczne, 35-głosowe organy Paula Voelknera w 1908 roku, wyposażone w 1670 piszczałek. Instrument znajduje na emporze, ponad emporami dla wiernych. Kontuar był pierwotnie wbudowany w cokół szafy organowej. W latach 90. XX wieku został przeniesiony na lewy bok empory organowej.
Stan instrumentu systematycznie pogarszał się. W 2011 roku rozpoczął się generalny remont organów. Wykonawcą była firma Zdzisława Mollina z Odrów. Wymieniono wtedy wszystkie piszczałki prospektowe prócz jednej, oryginalnej z malunkiem; zrekonstruowano i wymieniono zniszczone piszczałki metalowe i drewniane; rurki igielitowe zostały wymienione na ołowiane; napisy na kontuarze zrekonstruowano; zamontowano dwa miechy pływakowe i nową dmuchawę; podłączono nieczynną dotąd żaluzję dla II manuału. Szafa organowa została odnowiona przez konserwatorów z Torunia. Prace zostały zakończone w lipcu 2014 roku.